# Stenectoneura punctatissima
Stenectoneura punctatissima är en kackerlacksart som beskrevs av Morgan Hebard 1943. Stenectoneura punctatissima ingår i släktet Stenectoneura och familjen småkackerlackor. Inga underarter finns listade i Catalogue of Life.